# Archiearis flava
Archiearis flava är en fjärilsart som beskrevs av Wood 1916. Archiearis flava ingår i släktet Archiearis och familjen mätare. Inga underarter finns listade i Catalogue of Life.